# Шёберг, Патрик
Ян Ни́клас Па́трик Шёберг (швед. Jan Niklas Patrik Sjöberg; род. 5 января 1965, Гётеборг) — шведский прыгун в высоту, двукратный чемпион мира, 4-кратный чемпион Европы, трёхкратный призёр Олимпийских игр. Экс-рекордсмен мира и действующий рекордсмен Европы (2 м 42 см).
Результат 2,42 м был показан на соревнованиях DN Galan в 1987 году — это лучший результат для тех прыгунов, чьи допинг-тесты ни разу не были положительными (нынешний рекордсмен Хавьер Сотомайор был уличён в применении нандролона, однако лучшие результаты, показанные Сотомайором, были установлены без применения допинга).
Шёберг дважды устанавливал мировой рекорд для помещений — 2,38 м (1985) и 2,41 м (1987).
За время выступлений выиграл золотую медаль чемпионата мира в 1987 году и 3 олимпийские медали — две серебряные (Лос-Анджелес-1984 и Барселона-1992) и одну бронзовую (Сеул-1988). Он является единственным прыгуном в высоту, который стал призёром более чем двух Олимпийских игр.
Выступления Патрика Шёберга вдохновили многих известных шведских прыгунов в высоту, таких как Кайса Бергквист, Линус Тёрнблад, Стаффан Странд и Стефан Хольм.
В автобиографии 2011 года признался, что в детстве подвергся сексуальному насилию со стороны известного тренера Вильо Ноусиайнена (1944—1999). Ранее другой спортсмен в разговоре с Шёбергом сообщил, что также подвергался насилию Ноусиайнена.